# Somerford Keynes
Somerford Keynes è un villaggio e parrocchia civile dell'Inghilterra, appartenente alla contea del Gloucestershire.